# Musken
Musken (lulesamisch Måsske) ist eine Ortschaft in der norwegischen Kommune Hamarøy, gelegen in der Provinz (Fylke) Nordland.

## Geografie
Musken liegt in der Region Ofoten auf halbem Weg zwischen dem langen und schmalen Hellmofjord, einem Fjordarm des Tysfjords. Bei Musken fließt der Fluss Måskejåhkå in das Fjord. Das Dorf ist nicht weit weg von Hellmobotn an der Spitze des Hellmofjords, wo das norwegische Festland am schmalsten ist: nur 6 km zwischen dem Meer und Schweden. Die Postadresse lautet 8274 Musken.
Musken ist nicht an das Straßennetz angeschlossen und lediglich per Boot erreichbar. Die Råggejávrrerájgge, die tiefste Höhle Nordeuropas, befindet sich östlich von Musken. Die Höhle ist 580 m tief.

## Geschichte
Das Dorf ist traditionell Siedlungsgebiet von Lulesamen. Bis Ende 2019 gehörte der Ort Musken zur damaligen Kommune Tysfjord. Diese wurde im Rahmen der landesweiten Kommunalreform aufgespalten und Musken ging in der Folge in die Gemeinde Hamarøy über.
Die örtliche Schule hatte im Jahr 2009 nur noch drei Schüler, bevor sie geschlossen wurde.

## Name
Der norwegische Name des Ortes leitet sich vom lulesamischen Namen ab, welcher für „rundes Tal umrundet von steilen Bergen“ steht.